# Men in Black: Alien Attack
Men in Black: Alien Attack is een interactieve darkride in het Amerikaanse attractiepark Universal Studios Florida en is gebaseerd op de film Men in Black. 

## Geschiedenis
Nadat in 1997 de eerste film Men in Black verscheen begon Universal Creative met het ontwerpen van een attractie dat in het teken stond van de film. Er uiteindelijk gekozen voor een interactieve darkride. In oktober 1999 werd de $70 miljoen kostende attractie door Universal officieel bevestigd. De bouw van het gebouw was al gestart in 1998. Men in Black: Alien Attack opende 14 april 2000 voor bezoekers. Een jaar later ontving de darkride een Thea Award.

## Rit
De wachtrij van de darkride bestaat uit drie delen: de eerste voor bezoekers met een speciale kaart waarmee ze voorrang krijgen, voor bezoekers die alleen het park bezoeken en voor bezoekers die in een groep zijn. Voordat bezoekers de attractie betreden is er eerst nog een voorshow. Hierin wordt het achterliggende verhaal van de darkride verteld. Na de hoofdshow nemen bezoekers plaats in voertuigen waar plaats is voor maximaal zes personen. Deze voertuigen kunnen 360 graden om hun eigen as draaien en volgen een rails op de baan. Tijdens de rit komen bezoekers langs verschillende scènes, waarin zich verschillende animatronics bevinden in de vorm van buitenaardse wezens. De bedoeling is dat bezoekers met een laserpistool die ze aan het begin van de rit kregen zo veel mogelijk op buitenaardse wezens te schieten om punten te verzamelen. De eindscore ziet elke bezoeker van de rit. Langs de baan staan op verschillende punten videoschermen opgesteld waarop Will Smith, een van de acteurs uit de film, bezoekers toespreekt. Aan het eind van de rit passeren bezoekers voordat ze bij de uitgang zijn een Men in Black-winkel.

## Technisch
De baan van de attractie is 330 meter lang. Voertuigen doen er 4:20 over om dit traject af te leggen. In het voertuig is plaats voor zes personen. Dit komt erop neer dat de attractie theoretisch 2200 personen/uur kan verwerken. Het gebouw heeft een oppervlakte van 6,500 m2. In de darkride bevinden zich 127 animatronics, waarvan er 80 geproduceerd zijn door Universal zelf. De overige zijn gefabriceerd door de fabrikanten: Advanced Animatronics, AVG, en ASI. Verspreidt door de attractie zijn 13 mistmachines te vinden die iedere dag gezamenlijk 26.000 liter vloeibare stikstof verbruiken.

## Afbeeldingen

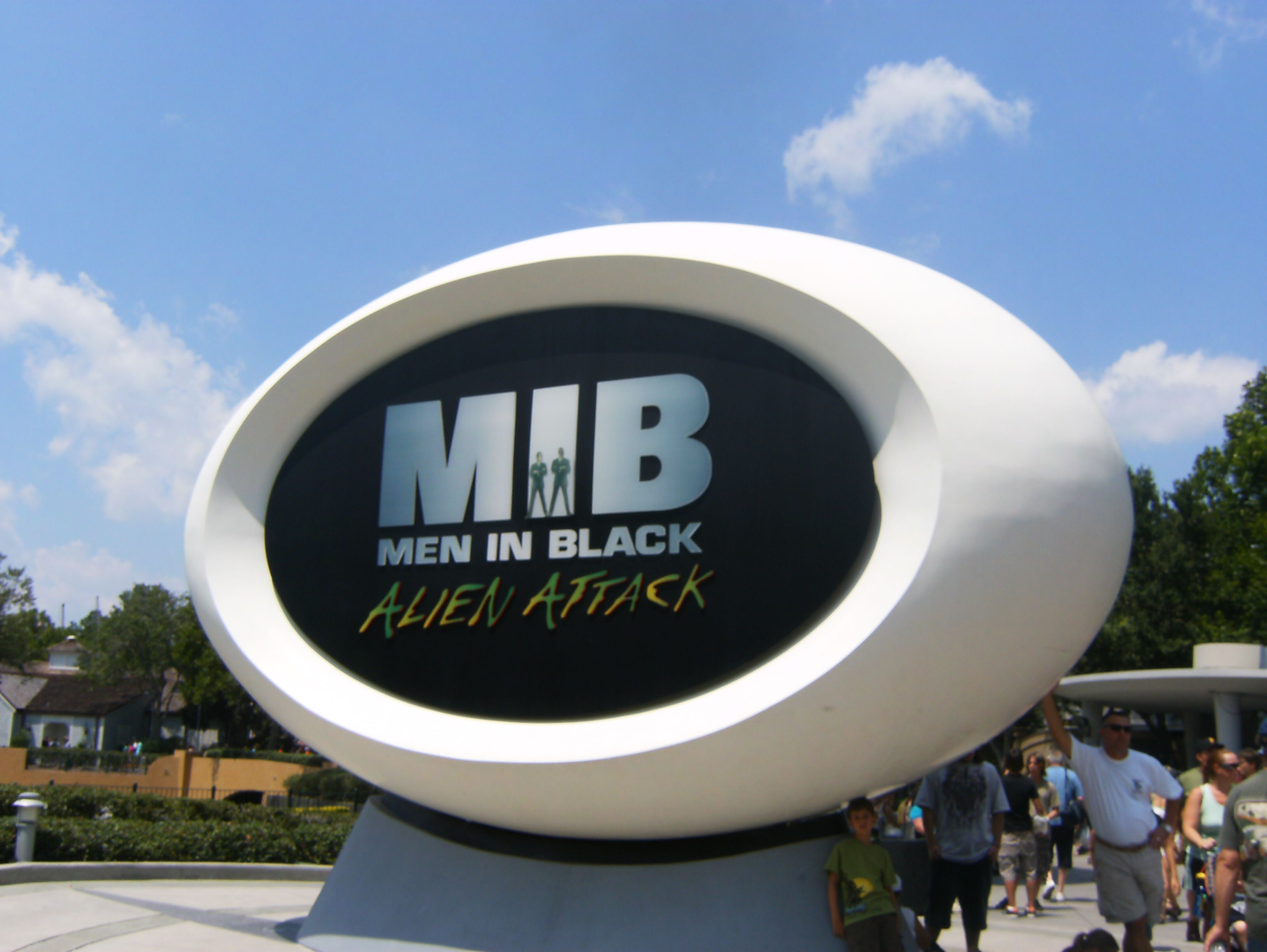
Naambord bij de ingang
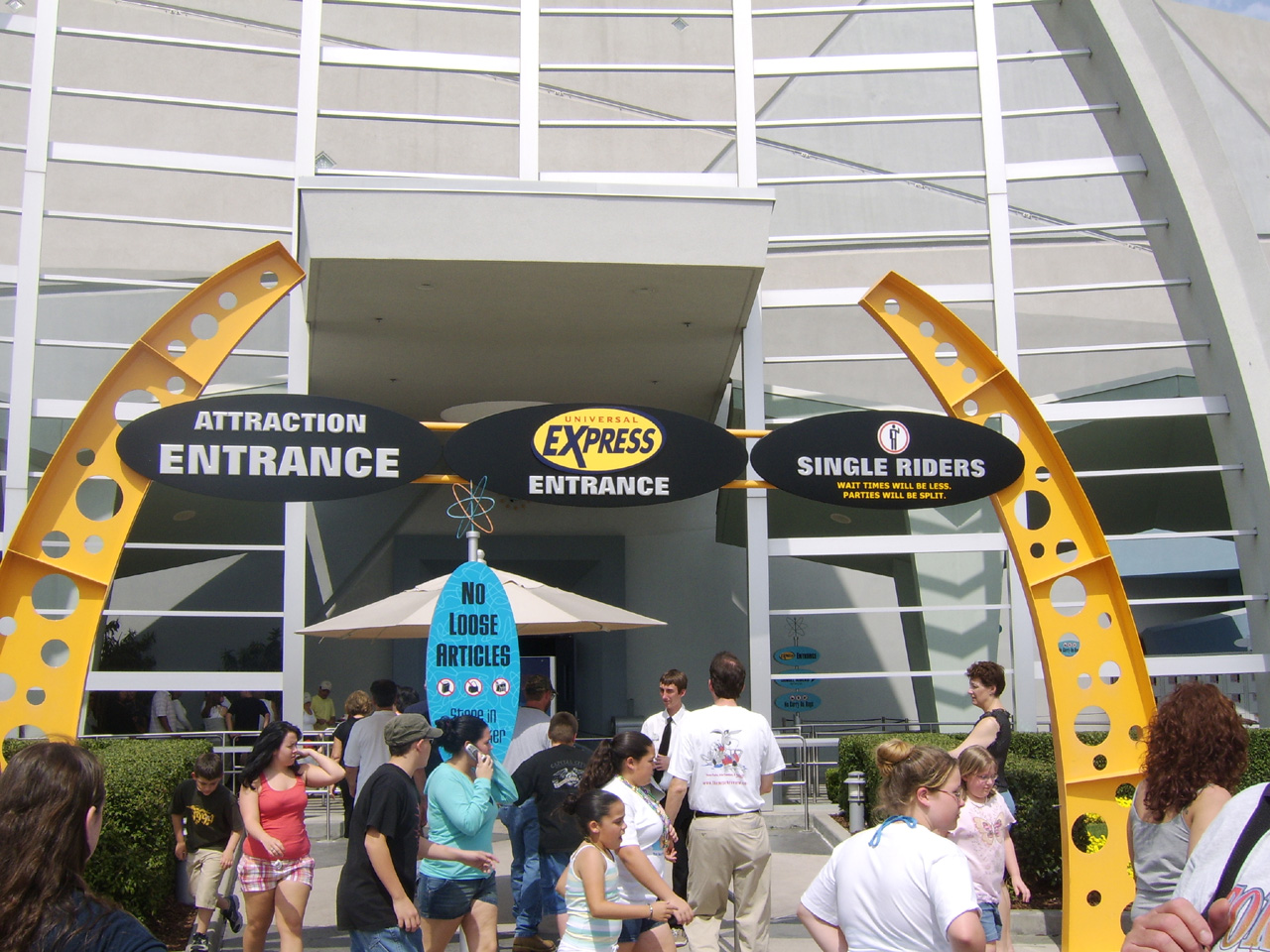
Hoofdingang, zoals te zien is zijn er drie wachtrijen.
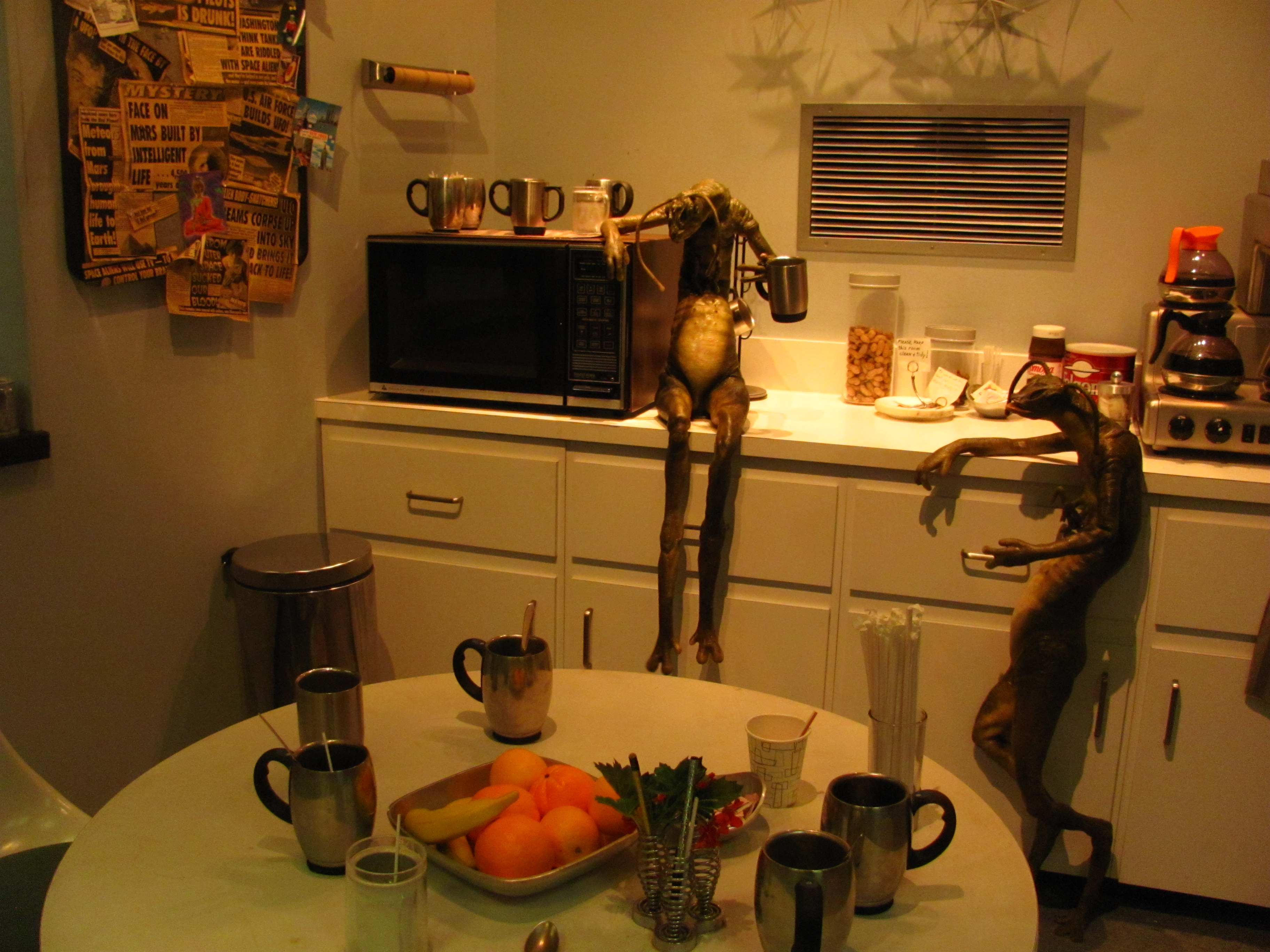
Scène in de wachtrij
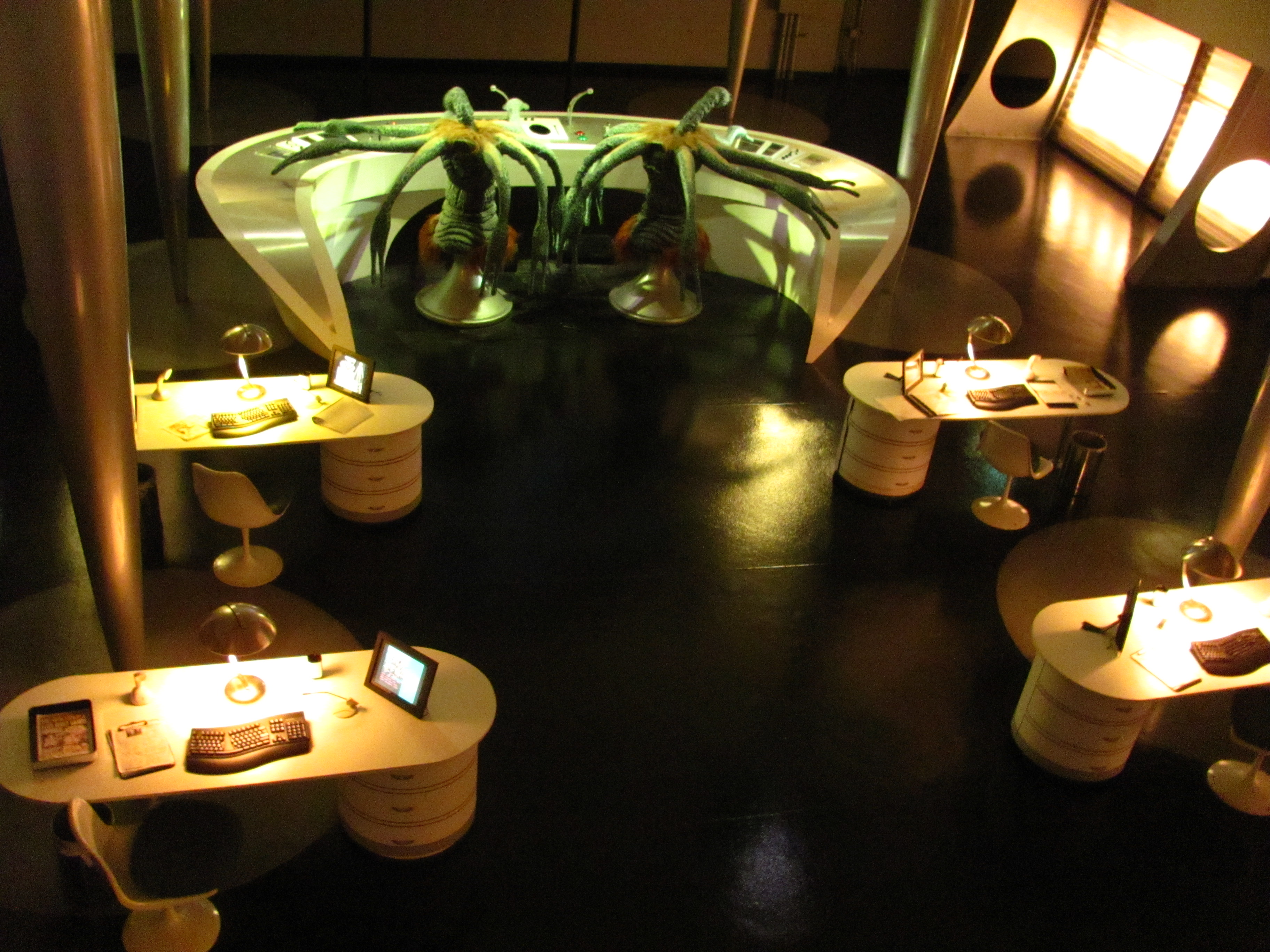
Scène in de wachtrij
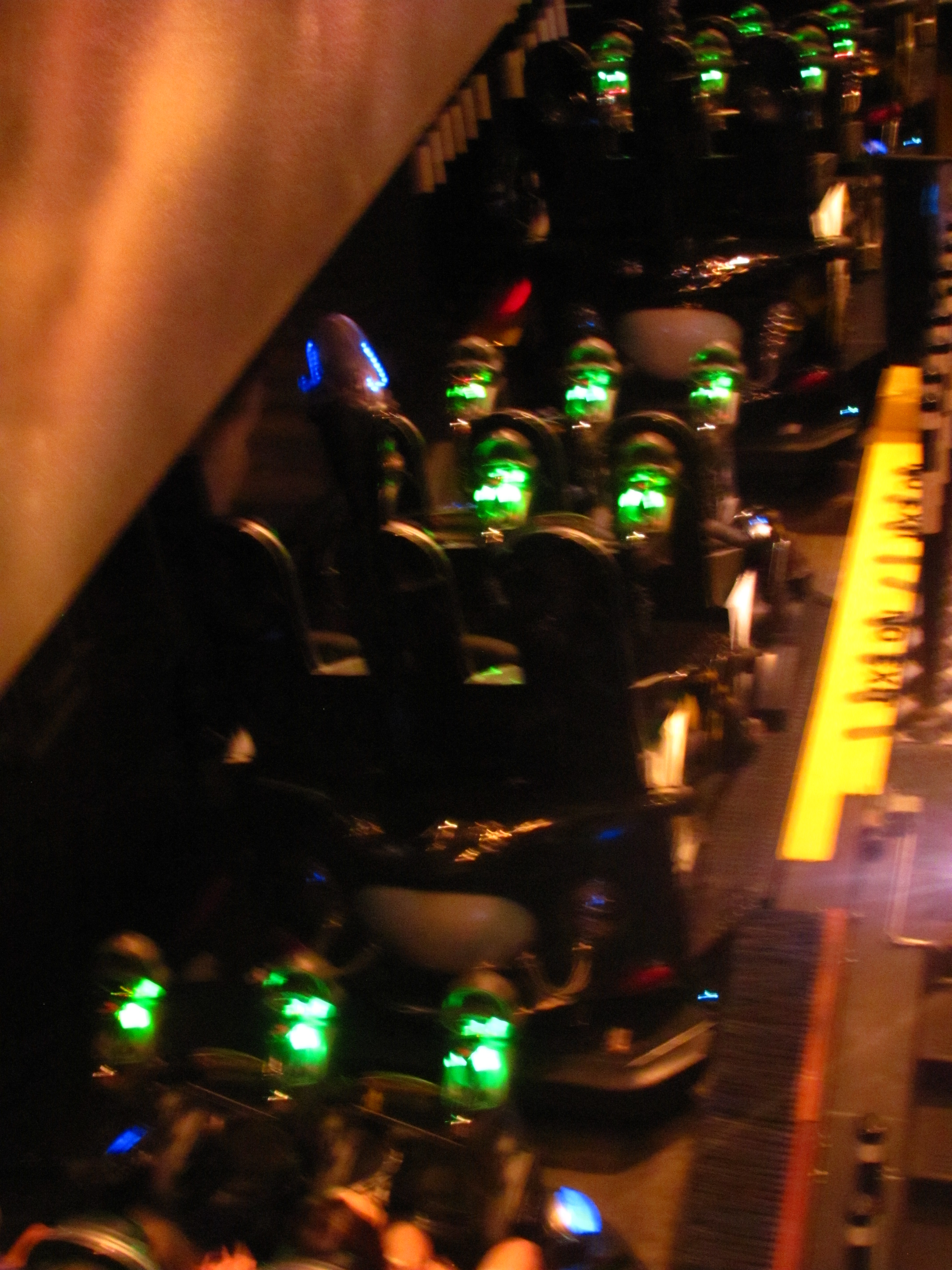
Voertuigen
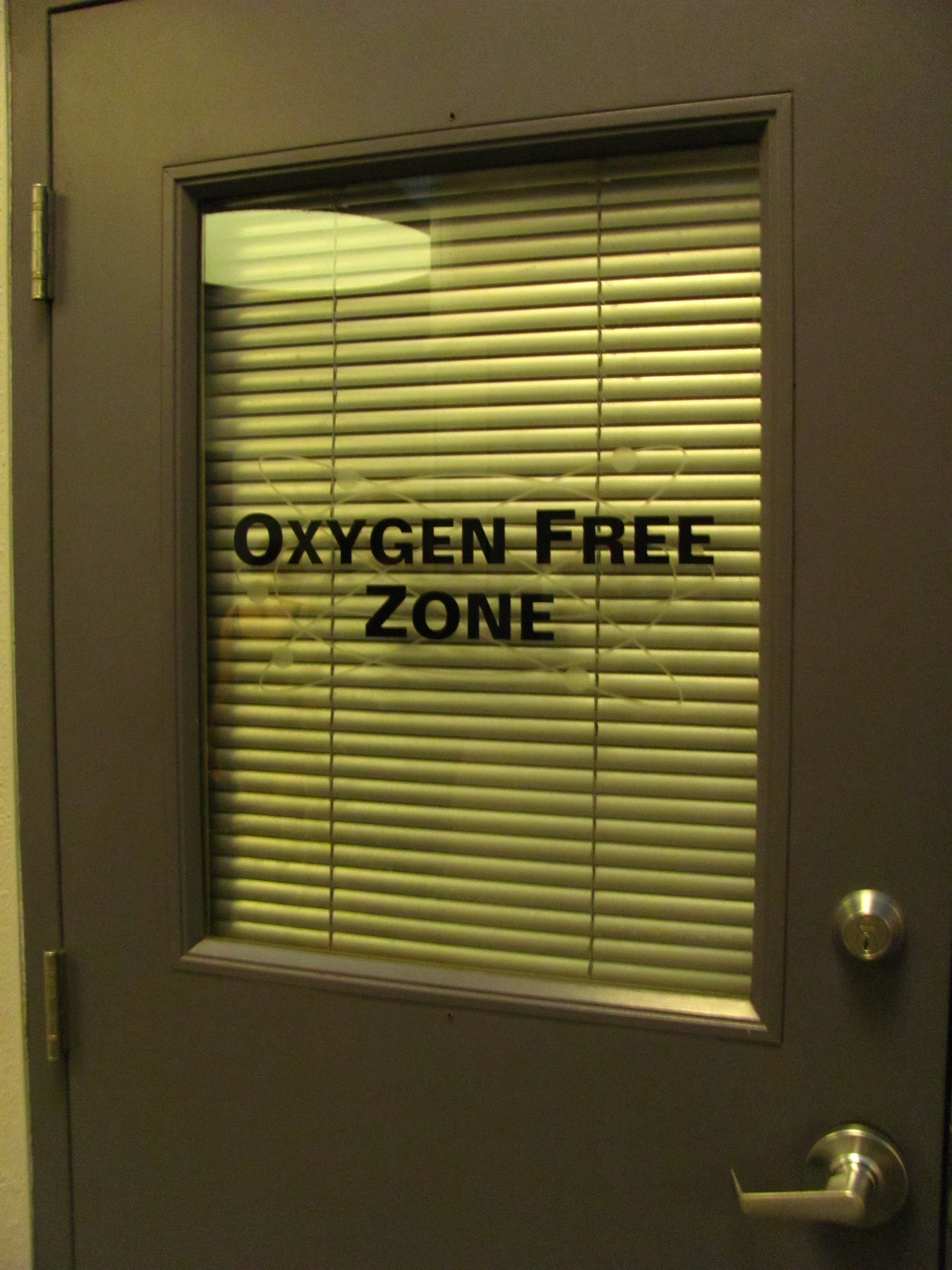
Decoratie in de wachtrij